# Руперт Торн
Руперт Торн (англ. Rupert Thorne) — вымышленный персонаж, появляющийся в комиксах издательства DC Comics. Персонаж является криминальным авторитетом и врагом Бэтмена.
Торн появился в нескольких анимационных проектах DC, таких как мультсериал «Бэтмен», где его озвучивает Джон Вернон, и в мультсериале Вселенной DC «Монстры-коммандос», где его озвучил Бенджамин Байрон Дэвис.

## История публикации
Персонаж был создан Стивом Энглхартом и Уолтером Симонсоном, и он впервые появляется в Detective Comics #469 (май 1977).

## Биография персонажа
Торн представлен как коррумпированный политик с обширными связями с организованной преступностью и амбициями стать криминальным авторитетом. Доктор Фосфор шантажирует его доказательствами его преступлений, чтобы тот настроил город против Бэтмена. После поражения Фосфора Торн решает не упускать возможности и убеждает своих коллег, членов городского совета, объявить Бэтмена вне закона. Он пытается получить полный контроль над Готэм-Сити, баллотируясь на пост мэра, но терпит неудачу.
Торн — один из трёх преступников (двое других — Пингвин и Джокер), которые на тайном аукционе Хьюго Стрейнджа предложили свою цену за тайную личность Бэтмена. Он похищает и пытает Стрейнджа, чтобы заставить его рассказать об этом, а не рисковать проигрышем аукциона. Однако Стрейндж сопротивляется и, по-видимому, умирает в процессе. После того, как Торн избавился от его тела, его преследуют жуткие звуки и странные видения.
Потерпев неудачу в своей кампании против Бэтмена и проведя некоторое время в бегах, он тайно возвращается в Готэм. Он добивается избрания мэром коррумпированного Хэмилтона Хилла и приказывает ему уволить комиссара полиции Джеймса Гордона в пользу Питера Полинга, который состоит на жалованье у Торна. Торн, наконец, опознаёт Брюса Уэйна как Бэтмена после того, как у репортёра Вики Вэйл появились фотографии, на которых он переодевается в свой костюм. Затем Торн нанимает Дэдшота, чтобы тот убил Уэйна. Дэдшот терпит неудачу, но прежде чем Торн успевает разобраться с проблемой, он начинает поддаваться манипуляциям Стрейнджа; выясняется, что профессор инсценировал свою смерть, используя приборы, создающие сложные спецэффекты для имитации встреч с привидениями. Торн становится параноиком, убеждённым, что Хилл и Полинг замышляют что-то против него и пытаются свести его с ума. Он убивает Полинга, но в конце концов его схватывает Бэтмен и привлекает его к ответственности.
Десятилетия спустя Торн возвращается в Detective Comics #825 (ноябрь 2006). Он отбывает длительный тюремный срок в тюрьме Блэкгейт, когда мстительный Доктор Фосфор безуспешно пытается убить его.
В 2016 году DC Comics осуществила ещё один перезапуск своих комиксов под названием DC Rebirth, который восстановил их непрерывность в том виде, в каком они были до The New 52. Хотя роль Руперта Торна как коррумпированного политика остаётся неизменной, он и члены городского совета, получавшие от него зарплату, построили атомную электростанцию Оушенгейт на окраине Готэм-Сити после разрушения той, на которой работал Алекс Сарториус. После того, как член городского совета Энн Винтон была найдена мёртвой после того, как в неё попала радиоактивная пуля, Бэтмен и Бэтвумен узнали об этом в ходе полицейского расследования. После того, как Доктор Фосфор был обезврежен с помощью Джулии Пенниворт, Бэтмен выяснил, что Торну нужна была кровь Доктора Фосфора, чтобы покрыть ею пулю, использованную в убийстве члена городского совета Винтон. Позже Торна можно было видеть в его доме, где к нему приехала полиция.
В серии комиксов Бэтмен: Три Джокера показано, что Торн всё ещё находится в заключении в Блэкгейте, когда Бэтмен навещает Джо Чилла.

## Другие версии
Вариант Руперта Торна из альтернативной вселенной появляется в Gotham by Gaslight. Эта версия является уважаемым членом городского совета Готэма, который позже становится временным мэром после серии убийств Джека Потрошителя.

## Вне комиксов

### Телевидение
- Руперт Торн, с элементами Кармайна Фальконе и Сэла Марони, появляется в мультсериале «Бэтмен», где его озвучивает Джон Вернон.[9] Эта версия является самым могущественным криминальным авторитетом Готэма, который внёс свой вклад в появлении Двуликого.
- Руперт Торн появляется в эпизоде «Летучая мышь на колокольне» из телесериала «Бэтмен», где его озвучил Виктор Брандт.[9]
- Руперт Торн появляется в мультсериале «Бэтмен: Крестоносец в плаще», где его озвучивает Седрик Ярбро.[9] Эта версия является хитрым политиком, криминальным авторитетом и соперником Пингвина, который, подобно его версии из мультсериала 1992 года «Бэтмен», внёс свой вклад в появлении Двуликого.
- Руперт Торн появляется во флэшбэках эпизода «Друг-скелет» из мультсериала «Монстры-коммандос», где его озвучивает Бенджамин Байрон Дэвис.[10] Эта версия является промышленником, который финансировал усилия Алекса Сарториуса по созданию лекарства от рака с помощью ядерного синтеза в обмен на доступ к результатам последнего, чтобы он мог продать их фашистскому государству Бяля. Обнаружив, что Сарториус предоставил ему фальсифицированные данные, Торн убивает семью Сарториуса, обставляет ситуацию так, что Сарториус убил свою семью, и пытается убить его с помощью его ядерного оборудования. Однако Сарториус превращается в Доктора Фосфора, убивает Торна и его семью и захватывает власть в его криминальной империи.

### Кино
- Руперт Торн изначально должен был появиться в фильме «Бэтмен» (1989), пока его не заменил специально созданный для фильма персонаж Карл Гриссом (актёр — Джек Пэланс).[11]
- Руперт Торн появляется в мультфильме «Бэтмен: Тайна Бэтвумен», где его вновь озвучивает Джон Вернон.[9]

### Видеоигры
- Руперт Торн появляется в версии игры The Adventures of Batman & Robin для Sega CD, где его вновь озвучивает Джон Вернон. Глиноликий принимает на себя его облик, чтобы отвлечь Бэтмена и Робина от его операций.
- Руперт Торн появляется в качестве призываемого персонажа в игре Scribblenauts Unmasked: A DC Comics Adventure.[12]

### Прочее
- Руперт Торн появляется в The Batman Strikes!.
- Вариант Руперта Торна из альтернативной вселенной появляется в комиксе-приквеле мультфильма «Лига Справедливости: Боги и монстры».